# تاکاهاما، آیچی
تاکاهاما، آیچی از شهرهای استان آیچی ژاپن است که جمعیت آن در ۱ ژانویه ۲۰۰۸ ۴۳٬۴۶۷نفر بوده‌است.